# 王基 (北魏)
王基（482年—522年4月5日），字洪业，乐浪遂城（今朝鲜平壤市）人，北魏晋阳县男王光祖第三子，王祯的弟弟。
王祯出身乐浪王氏，墓誌记载为商朝箕子後裔，周武王克商，封箕子于朝鲜。五世祖王波，前燕仪同三司，封武邑郡公；高祖王班（王礼班），散骑常侍、平西将军、给事黄门侍郎，封晋阳县侯；曾祖王定国，北魏库部给事中、冠军将军、并州刺史，封博平县男；祖父王唐成，北魏广武将军、东宫侍郎，封合肥县子；父亲王光祖，宁远将军、徐州长史、淮阳太守、司州中正，封晋阳县男。乐浪王氏是北周明德皇后、王盟，唐代王毛仲、王思礼的氏族。
王基未出仕，墓志称他为处士。正光三年二月廿四日（522年4月5日）在洛阳永康里去世，时年三十二岁。正光四年十月二十日安葬在洛阳城北首阳山。1927年，王基墓誌在洛陽東山嶺出土，墓誌保存于西安碑林博物館。墓志为方形，志高49.8厘米，宽48.5厘米，正书21行，满行24字，共466字，书法已具唐楷成熟时期的特征。